# Йоан Гюламила
Йоан (Жан) Гюламила е български търговец и арумънски общественик.

## Биография
Роден е в 1886 година в битолското влашко село Гопеш, тогава в Османската империя в семейството на Георге Гюламила. Гюламила работи като секретар в румънската легация в София и също е председател на македоно-арумънското общество в София. Пише в различни периодични издания по арумънски въпроси. Дарява значителна сума за строежа на румънската православна църква „Света Троица“ в София.
Гюламила умира в 1936 година в София.